# Our Lady Peace
Our Lady Peace är ett kanadensiskt rockband, grundat 1992, med sångaren Raine Maida i spetsen. Bandets ljudbild kännetecknas av Maidas höga nasala röst.

## Medlemmar
Nuvarande medlemmar
- Raine Maida – sång, akustisk gitarr (1992–)
- Duncan Coutts – basgitarr, bakgrundssång (1995–)
- Steve Mazur – sologitarr, bakgrundssång (2002–)
- Jason Pierce – trummor, percussion (2016– ; turnerande medlem 2014–2016)

Tidigare medlemmar
- Mike Turner – sologitarr, bakgrundssång (1992-2001)
- Paul Martin – basgitarr (1992)
- Chris Eacrett – basgitarr (1992-1995)
- Jim Newell – trummor (1992–1993)
- Jeremy Taggart – trummor, slagverk (1993–2014)

Bidragande musiker (studio/live)
- Jamie Edwards – gitarr, keyboard (1999–2002)
- Mike Eisenstein – gitarr, keyboard (2002–2003)
- Joel Shearer – gitarr (2005–2006)
- Robin Hatch – keyboard (2012–2016)
- Jason Boesel – trummor (2014)
- Randy Cooke – trummor (2019)

## Diskografi
Studioalbum
- Naveed (1994)
- Clumsy (1997)
- Happiness... Is Not a Fish That You Can Catch (1999)
- Spiritual Machines (2000)
- Gravity (2002)
- Healthy in Paranoid Times (2005)
- Burn Burn (2009)
- Curve (2012)
- Somethingness (2018)

Singlar (topp 10 på Canadian rock/Alternative chart)
- "Naveed" (1995) (#4)
- "Superman's Dead" (1996) (#2, också #1 på Canadian Singles Chart)
- "Clumsy" (1997) (#2)
- "Automatic Flowers" (1997) (#8)
- "4 AM" (1998) (#8)
- "One Man Army" (1999) (#1)
- "Is Anybody Home?" (2000) (#2)
- "Thief" (2000) (#5)
- "Where Are You?" (2005) (#3)
- "Angels/Losing/Sleep" (2005) (#1)
- "All You Did Was Save My Life" (2009) (#2/#4)
- "The End Is Where We Begin" (2009) (#6)
- "Heavyweight" (2011) (#5/#1)
- "Drop Me In The Water" (2017) (#8)

Promotion
- "Starseed" (1984)